# Дитвянское болото
Дитвянское болото ― болото на юге Вороновского и севере Лидского районов Беларуси.

## Описание болота
Находится в водосборе реки Дитва и её притока Радуньки. Площадь 5,2 тыс. га. Глубина торфа до 6 м, средняя 2,3, степень разложения 36 %, зольность 12,9, местами 9,3 %. В 1956—1960 осушена северная часть болота (пл. 1,5 тыс. га), в том числе пойма реки Радунька. Ведется добыча торфа.

## Флора
Выращивают многолетние травы. На неосушенных участках растёт кустарник из ивы, осока. На юге болота есть песчаные гряды, заросшие кустарником.